# Pływanie artystyczne na Igrzyskach Panamerykańskich 2023
Zawody w pływaniu artystycznym na Igrzyskach Panamerykańskich 2023 zostały rozegrane w dniach 31 października-3 listopada. Areną zmagań był Estadio Nacional Julio Martínez Prádanos.

## Medaliści
| Konkurencja | 1. miejsce | Wynik    | 2. miejsce | Wynik    | 3. miejsce | Wynik    |
| ----------- | --- | -------- | --- | -------- | --- | -------- |
| Duety       | Meksyk · Nuria Diosdado · Joana Jiménez | 486,0208 | Stany Zjednoczone · Megumi Field · Ruby Remati | 451,6758 | Brazylia · Laura Miccuci · Gabriela Regly | 390,2437 |
| Drużyny     | Meksyk · Regina Alferez · Marla Arellano · Nuria Diosdado · Daniela Estrada · Itzamary González · Luisa Jailib · Joana Jiménez · Jessica Sobrino · Pamela Toscano | 786,2546 | Stany Zjednoczone · Anita Alvarez · Jaime Czarkowski · Megumi Field · Audrey Kwon · Calista Liu · Jacklyn Luu · Bill May · Dani Ramirez · Ruby Remati | 785,5908 | Kanada · Sydney Carroll · Scarlett Finn · Audrey Lamothe · Jonnie Newman · Raphaelle Plante · Kenzie Priddell · Claire Scheffel · Florence Tremblay · Olena Verbinska | 662,0521 |

## Klasyfikacja medalowa
| Miejsce | Państwo           | Złoto | Srebro | Brąz | Razem |
| ------- | ----------------- | ----- | ------ | ---- | ----- |
| 1.      | Meksyk            | 2     | 0      | 0    | 2     |
| 2.      | Stany Zjednoczone | 0     | 2      | 0    | 2     |
| 3.      | Brazylia          | 0     | 0      | 1    | 1     |
| 3.      | Kanada            | 0     | 0      | 1    | 1     |
| Razem   | Razem             | 4     | 4      | 4    | 12    |

Źródło: 